# Pulse
Pulse és una sèrie de televisió estatunidenca de drama mèdic. Es va estrenar a Netflix el 3 d'abril de 2025, amb subtítols en català.
El febrer de 2024, es va anunciar que Netflix encarregat una sèrie anomenada Pulse i creada per Zoe Robyn, que també en seria el productor creador i el productor executiu al costat de Carlton Cuse.
Justina Machado va ser la primera intèrpret recurrent que van anunciar. El març de 2024, es va anunciar que Willa Fitzgerald i Colin Woodell també s'havien unit a la sèrie com a protagonistes. Aquell mateix mes també es va anunciar que Jack Bannon, Jessie T. Usher, Daniela Nieves, Chelsea Muirhead i Jessy Yates s'hi havien afegit.